# Football Club de Lorient
O Football Club de Lorient é um clube de futebol francês fundado em 1926 em Lorient, na França. Seu estádio é o Stade du Moustoir, que tem capacidade para 19.010 pessoas.
Sua maior conquista foi a Copa da França de 2001-02.

## História
O FC Lorient foi fundado em 2 de abril de 1926 a partir de um clube criado um ano antes, o La Marée Sportive, nome influenciado pelo mar e a pescaria desse grande porto francês do Atlântico. Nos seus primeiros anos, o sucesso regional foi rápido, obtendo sucessivos acessos e alguns títulos locais. Porém, com a Segunda Guerra Mundial, essa ascensão foi interrompida e o clube não mais foi mesmo durante algumas décadas.
Em 1967-68, os novos diretores do clube conseguem levá-lo à Segunda Divisão nacional, permanecendo na mesma por dez anos consecutivos, tendo inclusive alcançado a terceira posição (uma abaixo do acesso) duas vezes. Porém, a queda livre que sofreu foi meteórica: em três anos, foi rebaixado à divisão regional e lá permaneceu por alguns anos.
Alternou entre as segunda e terceira divisões durante mais de dez anos, até que, em 1997-98, conseguiu inédito e histórico acesso à Ligue 1. Mais dez anos viriam de revezamento entre as duas principais divisões nacionais. Em meio a esses altos e baixos, 2001-02, foi campeão da Copa da França, mesma temporada em que chegou à final da Copa da Liga Francesa.
Seu terceiro acesso à Ligue 1 ocorreu em 2005-06. Desde então, vem fazendo campanhas intermediárias no certame, tendo no comando Christian Gourcuff, treinador dos "Merlus" por três períodos (1982-86, 1991 e 2001 e 2003 e 2014).

## Elenco atual
Última atualização: 2 de junho de 2025.

## Títulos
Copa da França: 1
(2001–02)
 Campeonato Francês - Segunda Divisão: 2
(2019–20, 2024-25)
 Campeonato Francês - Terceira Divisão: 1
(1994–95)

## Estatísticas
As tabelas abaixo mostram as performances do clube nas últimas temporadas no Campeonato Francês e na Copa da França
     Campeão.
     Vice-campeão.
     Promovido.
     Rebaixado.
D3: Division 3, competição já extinta que era equivalente à terceira divisão. Substituída pelo Championnat National (Nat).
1. ↑  «L'équipe professionnelle 2024-25». FC Lorient (em francês). Consultado em 2 de junho de 2025